# Mongolicosa
Mongolicosa – rodzaj pająków z rodziny pogońcowatych i podrodziny Pardosinae. Obejmuje 12 opisanych gatunków. 

## Morfologia i zasięg
Pająki o ciemno ubarwionym, pozbawionym wyraźnego wzoru ciele długości od 6 do 9,2 mm i stosunkowo krótkich odnóżach. Nogogłaszczki samca mają liczne kolce na spodzie goleni, długie tegulum, zaopatrzoną w dwa ramiona apofizę tegularną oraz nadzwyczaj szeroki, szerszy od wspomnianej apofizy embolus zrośnięty zarówno z apofizą terminalną, jak i niezmodyfikowaną paleą. Genitalia samicy mają duży, głęboki, rombowaty dołek na płytce płciowej z przegrodą o cienkim trzonie i trójkątnej podstawie.
Rodzaj palearktyczny, środkowoazjatycki. Osiem gatunków występuje w Mongolii, w tym siedem endemicznie. Poza tym przedstawiciele rodzaju znani są z południa syberyjskiej części Rosji oraz z Sinciangu na zachodzie Chin.

## Taksonomia
Takson ten wprowadzony został w 2004 roku przez Jurija Marusika, Galinę Azarkinę i Seppo Koponena na łamach „Arthropoda Selecta”. Gatunkiem typowym wyznaczono opisaną w tej samej publikacji M. glupovi.
Do rodzaju tego zalicza się 12 opisanych gatunków:
- Mongolicosa azarkinae Fomichev et Marusik, 2018
- Mongolicosa buryatica Marusik, Azarkina et Koponen, 2004
- Mongolicosa cherepanovi Fomichev et Marusik, 2018
- Mongolicosa glupovi Marusik, Azarkina et Koponen, 2004
- Mongolicosa gobiensis Marusik, Azarkina et Koponen, 2004
- Mongolicosa lizae Fomichev, 2021
- Mongolicosa mongolensis Marusik, Azarkina et Koponen, 2004
- Mongolicosa ozkutuki Fomichev et Marusik, 2018
- Mongolicosa przhewalskii Fomichev et Marusik, 2017
- Mongolicosa pseudoferruginea (Schenkel, 1936)
- Mongolicosa songi Marusik, Azarkina et Koponen, 2004
- Mongolicosa uncia Fomichev et Marusik, 2017